# Midnite Vultures
Midnite Vultures (с англ. — «Полуночные стервятники») — седьмой студийный альбом американского музыканта Бека, выпущенный 23 ноября 1999 года на лейбле DGC Records. Подобно большинству предыдущих релизов музыканта звучание пластинки представляет собой эклектичную смесь различных жанров. Несмотря на то, что альбом не повторил успеха блокбастера Odelay, он был коммерчески успешен и получил высокие оценки от критиков.

## История создания
Рабочими названиями пластинки были «Zatyricon» (название песни выпущенной в 2000 году в качестве би-сайда на сингле «Nicotine & Gravy», а затем включенной в мини-альбом Beck), и «I Can Smell the V.D. in the Club Tonight» (строчка из песни «Milk & Honey»).
Некоторые песни альбома были вдохновлены другими известными композициями: мотив в «Get Real Paid» напоминает трек «Home Computer» группы Kraftwerk; синтезаторный проигрыш в «Milk & Honey» похож на рифф из песни «The Message» Grandmaster Flash and the Furious Five; «Beautiful Way» вдохновлена песней «Countess from Hong Kong» группы The Velvet Underground; а «Debra» была навеяна композициями «Adore» Принса и «Win» Дэвида Боуи.
Альбом достиг 34-го места в американском чарте Billboard 200, впоследствии получив «золотой» статус в этой стране, а также 19-го места в Великобритании. По состоянию на июль 2008 года продажи Midnite Vultures в США составили 743 000 копий. Первые 500 000 экземпляров альбома были выпущены в формате диджипака.
Тридцати двух секундный фрагмент песни «Beautiful Way» поставлялся в комплекте с Windows ME в качестве демонстрационной песни для проигрывателя Windows Media Player 7 под названием «beck.asf». Песня демонстрировала интернет-интеграцию медиаплеера, отображая ссылку с кликабельным изображением.

## Отзывы критиков
| Совокупная оценка    | Совокупная оценка |
| Источник             | Оценка            |
| -------------------- | ----------------- |
| Metacritic           | 83/100            |
| Оценки критиков      |                   |
| Источник             | Оценка            |
| AllMusic             | [ 5 ]             |
| Alternative Press    | 5/5               |
| Entertainment Weekly | A−                |
| The Guardian         | [ 8 ]             |
| Los Angeles Times    | [ 9 ]             |
| NME                  | 8/10              |
| Pitchfork            | 8.5/10            |
| Q                    | [ 12 ]            |
| Rolling Stone        | [ 13 ]            |
| Select               | 5/5               |

Midnite Vultures был тепло встречен музыкальными критиками. Его рейтинг на сайте Metacritic составляет 83 %, что соответствует статусу «всеобщее признание». Ричард Кромелин из Los Angeles Times писал, что Бек придал этому альбому «кинематографическое богатство, глубину и детализацию с множеством мутаций и сюрпризов, от банджо до электронных эффектов» . В свою очередь рецензент журнала NME отметил, что альбом, хотя и более узкий по своему музыкальному охвату, чем Odelay, «более непосредственный по воздействию» .
Обозреватель журнала Q похвалил Midnite Vultures как, по большей части, «музыкально ослепительный» альбом, отметив, что «единственная претензия, которая все ещё может быть предъявлена Беку, заключается в том, что его песни остаются странно бездушными, не в состоянии действительно захватить эмоции или расшевелить душу». В рецензии для портала AllMusic Стивен Томас Эрлевайн заявил, что остался под двойственным впечатлением от прослушивания пластинки, подчёркивая — хотя первые песни альбома «крепкие, броские и запоминающиеся, с хорошими продюсерскими решениями», сбивающий с толку поворот в сторону «Голливудских уродцев» оставляет от остальной части альбома чувство, что «при всей изобретательности, это просто хипстерская шутка». По мнению Роберта Кристгау из The Village Voice проблема альбома «не в том, что он пытается быть смешным, а в том, что его шутки так же вынужденные, как и его духовые секции», поставив ему оценку «достоин внимания», критик подытожил: «в конце он становится очень фанковым, если это кому-нибудь интересно, кроме меня».
В 2001 году Midnite Vultures был номинирован на премию «Грэмми» в категории «Лучший альтернативный музыкальный альбом», однако проиграл диску Kid A группы Radiohead.
В 2003 году редакция NME отметила альбом на 307-м месте своего списка «500 величайших альбомов всех времен». В 2006 году он занял 5-е место в списке журнала Q «Худшие альбомы всех времён».

## Список композиций
Слова и музыка всех песен — написаны Беком, за исключением отмеченных.
| №   | Название | Длительность |
| --- | --- | ------------ |
| 1.  | «Sexx Laws» | 3:39         |
| 2.  | «Nicotine & Gravy» | 5:13         |
| 3.  | «Mixed Bizness» | 4:10         |
| 4.  | «Get Real Paid» | 4:44         |
| 5.  | «Hollywood Freaks» (Хэнсен, Джон Кинг, Майкл Симпсон)                                                                       | 3:59         |
| 6.  | «Peaches & Cream» | 4:54         |
| 7.  | «Broken Train» | 4:11         |
| 8.  | «Milk & Honey» (Хэнсен, Базз Клиффорд)                                                                                      | 5:18         |
| 9.  | «Beautiful Way» | 5:44         |
| 10. | «Pressure Zone» | 3:14         |
| 11. | «Debra» (Эд Грин, Хэнсен, Джон Кинг, Майкл Симпсон; «Debra» заканчивается на отметке 5:42, в 12:42 начинается скрытый трек) | 13:46        |

| №   | Название                                                              | Длительность |
| --- | --------------------------------------------------------------------- | ------------ |
| 12. | «Arabian Nights» (содержит скрытый трек, включенный в другие нажатия) | 5:37         |

| №  | Название                   | Длительность |
| -- | -------------------------- | ------------ |
| 1. | «Salt in the Wound»        | 3:24         |
| 2. | «This Is My Crew»          | 3:55         |
| 3. | «Sexx Laws» (Malibu remix) | 6:52         |

## Невошедший в альбом материал
Следующие песни были записаны во время сессий Midnite Vultures, но не вошли в альбом. Некоторые из них появляются на лимитированном издании EP Beck, а также других синглах с альбома.
- «Almost a Ghost» (не выпускалась)
- «Arabian Nights» (бонус-трек японского издания)
- «Dirty Dirty»
- «Midnite Vultures»
- «This Is My Crew»
- «Rental Car» (впоследствии переработан и выпущен на альбоме Guero с элементами оригинальной версии)
- «Salt in the Wound»
- «Zatyricon»
- «Earthquake Weather» (первоначально записанная в качестве безымянного инструментального трека, впоследствии была переработана в песню «Guero», содержащей элементы оригинальной версии)

## Участники записи
- Бек — вокал, продюсирование; клавишные (треки 1, 6, 7, 10), гитара (треки 2, 6, 7, 9, 10), синтезатор (треки 2, 4, 8), фортепиано (треки 2), вокодер (треки 3, 8), хор (трек 4), бас-синтезатор (трек 5), бэк-вокал (треки 6, 7, 10), хлопки (трек 6), маримба (трек 7), губная гармоника (треки 7, 9), духовые аранжировки (треки 1, 3, 6), бас-гитара (трек 9), музыкальное программирование (треки 1-4, 6-8, 10), микширование (треки 1-6, 8), акустическая гитара (трек 8)
- Джастин Мелдал-Джонсен — бас-гитара (треки 1-8, 10), синтезатор (трек 2), бэк-вокал (трек 3), шейкер (трек 3), перкуссия (треки 6, 7), хлопки (трек 6), гитара (трек 8), крик (трек 10), контрабас (трек 11)
- Роджер Маннинг[англ.] — синтезатор (треки 1-8, 10), фортепиано (треки 1, 2, 8, 10), бубен (треки 1, 9, 10), шейкер (треки 1, 10), клавинет (треки 2, 7, 8), вокодер (треки 3, 8), бэк-вокал (треки 3, 10), хор (трек 4), орган (треки 6, 11), перкуссия (треки 6, 7), хлопки (трек 6), акустическая гитара (трек 7), гитара (трек 8), электронные ударные (трек 8), клавишные (трек 9), электронное фортепиано Fender Rhodes (трек 11)
- Смоки Хормел[англ.] — гитара (треки 1, 3, 8, 11)
- Джоуи Уоронкер[англ.] — ударные (треки 3, 7, 8, 10, 11), перкуссия (трек 10)
- Дэвид Артур Браун — тенор-саксофон (треки 1, 2, 3, 6)
- Джон Бирдсонг — труба (треки 1, 2, 3, 6)
- Дэвид Релик — тромбон (треки 1, 2, 3, 6)
- Тони Хоффер — сопродюсер (треки 3, 4, 8, 10), микширование (треки 3, 4, 8, 10), музыкальное программирование (треки 3, 4, 5, 8, 10), саунд-дизайн (треки 4, 10), звукоинженер (треки 3, 4, 8, 10), гитара (треки 3, 8)
- Дэвид Кэмпбелл — альт (трек 2), струнные аранжировки (трек 2), дирижёр (трек 2)
- Ларри Корбетт — виолончель (трек 2)
- Джоэл Деруин — скрипка (track 2)
- Брайан Гарднер — мастеринг
- Берни Грундман[англ.] — мастеринг
- Грег Лейзс[англ.] — педальная слайд-гитара (трек 9)
- Джей Ди Мэнесс — педальная слайд-гитара (треки 1, 9)
- Джонни Марр — гитара (трек 8)
- Майкл Питерсон[англ.] — микширование (треки 1-6, 8, 11)
- Херб Педерсон — банджо (треки 1, 2)
- Фернандо Пуллюм — труба (трек 11)
- Джо Турано — труба (трек 11), бэк-вокал (трек 11)
- Арнольд Маккаллер — бэк-вокал (треки 1, 2, 4, 5)
- Бет Ортон — бэк-вокал (трек 9)
- Крис Беллман — мастеринг
- The Dust Brothers — продюсирование (треки 5, 11), скретчинг (трек 5), музыкальное программирование (трек 5), звукоинженер (трек 5)
- Роберт Карранза — звукоинженер (струнные) (трек 2)
- Стив Бакстер — труба (трек 11), бэк-вокал (трек 11)
- Стив Миксдорф — помощник звукоинженера
- Мики Петралиа — музыкальное программирование (треки 1, 2, 4, 6, 7, 9), продюсирование (треки 1, 2, 4, 6, 7, 9), звукоинженер (треки 1, 2, 4, 7, 9), микширование (треки 1, 2, 6-10)
- Валери Пинкстон — бэк-вокал (треки 1, 2, 4, 5)
- Шауна О’Брайен — менеджер проекта
- DJ Swamp — скрэтчинг (track 2)
- Ив Батлер — скрипка (track 2)
- Чарли Гросс[англ.] — фотографии
- Арройо Бомберс — хор (трек 5)
- Arroyo Tabernacle Men’s Chorale — хор (трек 6)
- Дерек Карлсон — помощник звукоинженера
- Eye[англ.] — обложка, арт-директор, дизайн, коллаж
- Gimbop — изображения
- Мишель Гондри — коллаж
- SA

## Чарты
| Чарт (1999)                      | Высшая позиция |
| -------------------------------- | -------------- |
| Австралия (ARIA)                 | 34             |
| Австрия (Ö3 Austria)             | 41             |
| Бельгия/Фландрия (Ultratop)      | 32             |
| Danish Albums (Hitlisten)        | 26             |
| Нидерланды (Album Top 100)       | 88             |
| Франция (SNEP)                   | 19             |
| Германия (Media Control)         | 46             |
| Новая Зеландия (RMNZ)            | 33             |
| Норвегия (VG-lista)              | 3              |
| Швеция (Sverigetopplistan)       | 29             |
| Швейцария (Schweizer Hitparade)  | 42             |
| Великобритания (UK Albums Chart) | 19             |
| США (Billboard 200)              | 34             |

| Регион                                                      | Сертификация | Продажи  |
| ----------------------------------------------------------- | ------------ | -------- |
| Канада (Music Canada)                                       | Платиновый   | 100 000^ |
| Япония (RIAJ)                                               | Золотой      | 100 000^ |
| Великобритания (BPI)                                        | Золотой      | 100 000^ |
| США (RIAA)                                                  | Золотой      | 500 000^ |
| ^ Данные о тиражах приведены только на основе сертификации. |              |          |